# 睫毛萼杜鹃
睫毛萼杜鹃（学名：Rhododendron ciliicalyx）为杜鹃花科杜鹃花属下的一个种。

## 扩展阅读
- 維基物種上的相關：睫毛萼杜鹃